# Ultima resistenza

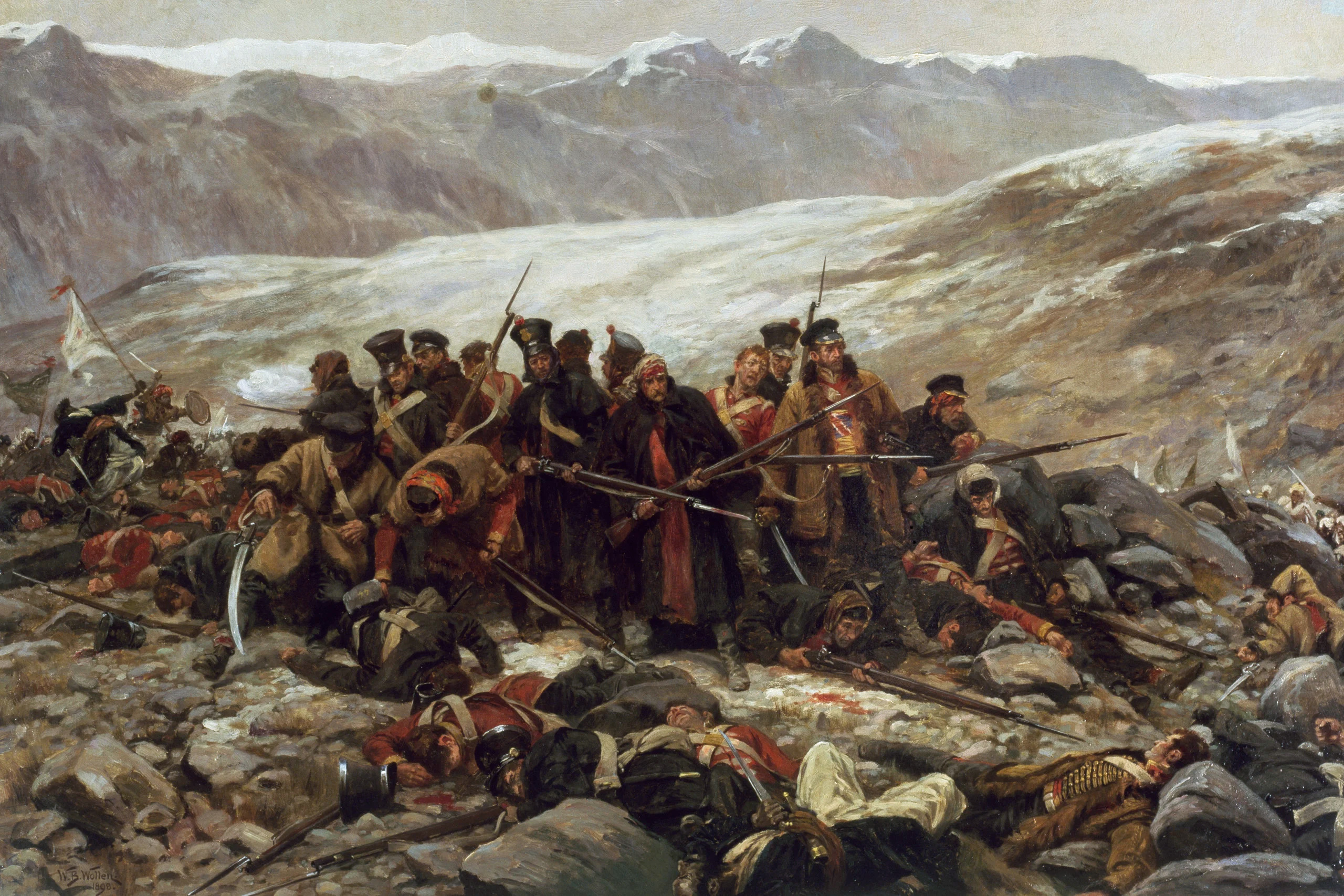
L'ultima resistenza del 44º Reggimento a Piedi britannico durante la ritirata da Kabul (1898)

Ultima resistenza (o ultima difesa) indica, in ambito militare, la situazione per cui una forza poco consistente, spesso sistemata in posizione difensiva vantaggiosa, affronta un nemico  superiore in termini numerici o tecnologici.

## Storia
Il concetto di "ultima resistenza" è noto fin dall'età antica, e già Sun Tzu lo tratta in dettaglio ne L'arte della guerra (VI-V secolo a.C.). Per lo stratega cinese i soldati, quando intrappolati in una posizione senza più vie di fuga, di fronte alla possibilità di una morte certa combatteranno sempre al massimo della loro forza, ottenendo risultati sorprendenti e spesso insperati. Nel mondo anglosassone il corrispettivo last stand è molto utilizzato, anche come modo di dire, già a partire dal XVII secolo, rintracciato per la prima volta in un commentario biblico del teologo John Trapp.
L'ultima resistenza era un fenomeno frequente nelle guerre dei secoli anteriori al XX secolo, poiché spesso in combattimento si lottava senza quartiere e i prigionieri non venivano risparmiati, incentivando quindi i combattenti a resistere fino all'ultimo uomo. Ciò portò, alla convenzione dell'Aia del 1907, a bandire e rendere illegale il massacro dei prigionieri e la lotta senza quartiere con l'articolo 23.

## Avvenimenti famosi
Di seguito alcune delle ultime resistenze più note della storia:
- 480 a.C. - Battaglia delle Termopili: ultima resistenza spartana contro i persiani, vittoria pirrica persiana
- 330 a.C. - Battaglia della porta persiana: ultima resistenza persiana contro i macedoni, vittoria macedone
- 74 - Assedio di Masada: ultima resistenza ebraica contro i romani, vittoria romana
- 1453 - Caduta di Costantinopoli: ultima resistenza bizantina contro gli ottomani, vittoria ottomana
- 1521 - Caduta di Tenochtitlán: ultima resistenza azteca contro gli spagnoli, vittoria spagnola
- 1527 - Sacco di Roma: ultima resistenza delle guardie svizzere contro i lanzichenecchi, vittoria imperiale
- 1683 - Assedio di Vienna: ultima resistenza austriaca contro gli ottomani, vittoria austriaca
- 1836 - Battaglia di Alamo: ultima resistenza texana contro i messicani, vittoria pirrica messicana
- 1876 - Battaglia di Little Bighorn: ultima resistenza statunitense contro i nativi americani, vittoria dei nativi
- 1877 - Battaglia di Shiroyama: ultima resistenza dei samurai contro l'esercito imperiale giapponese, vittoria governativa
- 1879 - Battaglia di Rorke's Drift: ultima resistenza britannica contro gli zulu, vittoria britannica
- 1900 - Assedio delle legazioni: ultima resistenza europea contro i cinesi, vittoria europea
- 1917 -  Battaglia del Piave: ultima resistenza italiana contro gli austroungarici, vittoria italiana
- 1944 - Rivolta di Varsavia: ultima resistenza polacca contro i tedeschi, vittoria tedesca
- 1944 - Assedio di Bastogne: ultima resistenza statunitense contro i tedeschi, vittoria statunitense
- 1945 - Battaglia di Berlino: ultima resistenza tedesca contro i sovietici, vittoria sovietica
- 2014-15 - Assedio di Kobanê: ultima resistenza curda contro lo Stato Islamico, vittoria curda